# Gilbert Motier de La Fayette
 (décembre 2012).
Ne doit pas être confondu avec Gilbert du Motier de La Fayette.
Pour les articles homonymes, voir Lafayette.
Gilbert III Motier de La Fayette, seigneur de La Fayette, Pontgibaud, Ayes, Nébouzac, Saint-Romain et Monteil-Gelat, est un  maréchal de France, né vers 1380, mort le 22 février 1463.
Issu d'une très ancienne famille de la noblesse d'Auvergne, il s'illustre lors de la guerre de Cent Ans et notamment aux batailles de Baugé, de Verneuil et au siège d'Orléans. Il appartient à la branche aînée (éteinte en 1694) de la famille du Motier de Lafayette qui donna dans sa branche cadette (éteinte en 1891) Gilbert du Motier marquis de La Fayette (1757-1834), qui s'illustra pendant la guerre d'indépendance des États-Unis.

## Biographie
Gilbert Motier de La Fayette est le fils de Guillaume Motier de La Faïette ou La Fayette, dont la filiation remonte au XIIIe siècle avec Pons Motier, seigneur de la Fayette,,,, et de Catherine Brin du Peschin. Il épouse en premières noces Dauphine de Montroignon et en secondes noces, le 15 janvier 1423, au château de Bouthéon (à l'époque Bothéon), Jeanne de Joyeuse, fille de Randon, seigneur de Joyeuse, et de Catherine Aubert, dame de Monteil-Gelat.
Ils ont neuf enfants : 
1. Charles (1425-1486) seigneur de La Fayette,
2. Antoine (1426-1480) seigneur de Bothéon, de Veauche et de Goutenourouz, marié 3 fois. D'où descendance.
3. Gilbert IV (1440-1527) seigneur de Saint-Romain[4], marié en 1473 à Isabeau de Polignac alias de Chalençon-Polignac, fille de Guillaume, dit Armand de Polignac, et d'Amédée de Saluces-Cardé. D'où descendance.
4. Jean, chanoine. Il mourut au château de Coindrieu le 23 aout 1490
5. Louis, chevalier de Saint-Jean de Jérusalem.
6. Catherine, épousa Hugues de Chovigny , seigneur de Blot , sénechal d'Auvergne , mort entre 1477 et 1481.
7. Louise, femme de Jean de la Roche , seigneur de Torniel & de Miremont, mort en 1467.
8. Anne, mariée le 26 juin 1448 à François-Louis de Maubec, mort en 1498, seigneur de Montlaur, de Maubec , & de la Roche-des-Esparres , fils d'Hugues , baron de Maubec , & de Jeanne de Montlaur.
9. Jeanne.

Compagnon d’armes de Jeanne d'Arc et conseiller de Charles VII,, il est tour à tour conseiller et chambellan du roi et de M. le Dauphin, sénéchal de Bourbonnais, maréchal du duc de Bourbon, lieutenant-général pour le roi en Languedoc, lieutenant de Charles dauphin du Viennois, lieutenant et capitaine-général du dauphin dans les pays de Lyonnais et Mâconnais en 1417, gouverneur du Dauphiné de 1420 à 1422, sénéchal de Beaucaire et de Nîmes en 1439.
Gilbert III Motier de la Fayette compte plusieurs victoires sur les Anglais dans la dernière partie de la guerre de Cent Ans : prise de Compiègne en 1415, défense de Caen et de Falaise en 1417, défense de Lyon contre le duc de Bourgogne, prise de Beaulieu en 1419,.

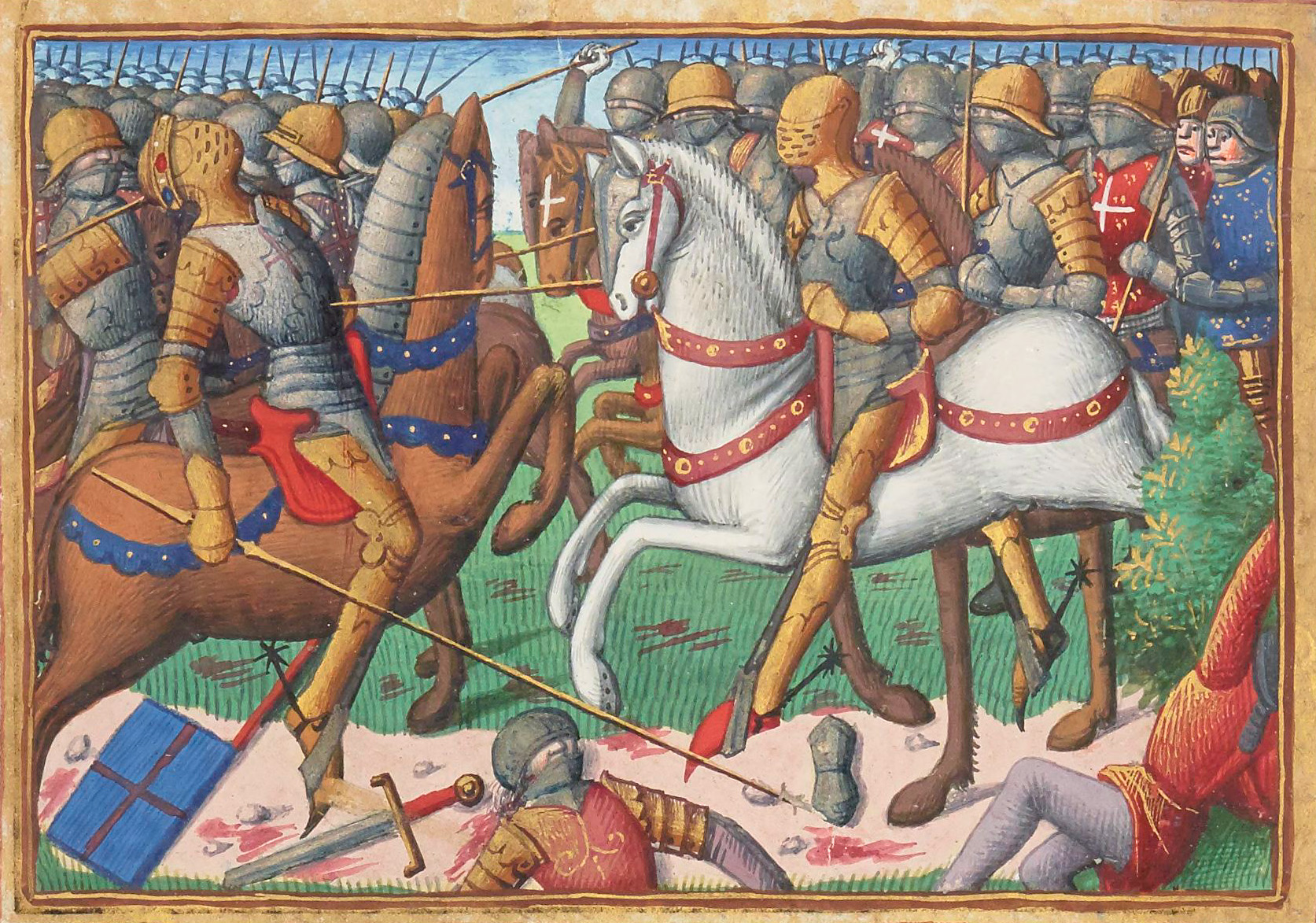
La bataille de Baugé, par Martial d'Auvergne, miniature du XVe siècle.

Le 14 mars 1421, il prend part à la victoire de Baugé, lors de laquelle il tue le duc de Clarence. Fait prisonnier à la bataille de Verneuil en 1424, il est rapidement racheté.
En 1429, il participe aux opérations de secours d'Orléans puis assiste au sacre de Charles VII. Il est l’un des négociateurs et signataires de la paix d’Arras en 1435, puis, en 1449, du traité avec le duc de Sommerset qui aboutit à la reddition de la ville de Rouen le 19 octobre,.
Il est inhumé en l'abbaye de La Chaise-Dieu.
Sur sa plaque funéraire, à l'abbaye de la Chaise-Dieu, on peut lire cette devise : « Merito ». Pour certains[Qui ?], il est possible que ce fut au moment où le dauphin Charles, futur Charles VII, le nomme maréchal de France que Gilbert III de la Fayette décide de prendre cette devise. Fidèle à l'esprit du Moyen Âge, il choisit une anagramme de son nom, Motier. « Merito » signifiait ainsi qu'il recevait son bâton de maréchal du seul fait de son mérite personnel.

## Armoiries
| Figure | Blasonnement |
|        | Armes des Motier de La Fayette : De gueules à la bande d’or et à la bordure de vair. Selon Guy Allard (cf note) : d'or à une bande dentelée de gueules et une bordure de vair. |